# Kaliska (gmina)
Kaliska est une gmina rurale du powiat de Starogard, Poméranie, dans le nord de la Pologne. Son siège est le village de Kaliska, qui se situe environ 22 km à l'ouest de Starogard Gdański et 58 km au sud-ouest de la capitale régionale Gdańsk.
La gmina couvre une superficie de 110,36 km2 pour une population de 5 150 habitants.

## Géographie
La gmina inclut les villages de Bartel Mały, Bartel Wielki, Biedaczek, Cieciorka, Czarne, Dąbrowa, Frank, Iwiczno, Kaliska, Kamienna Karczma, Kazub, Łążek, Leśna Huta, Lipska Karczma, Młyńsk, Okoninki, Piece, Płociczno, Sowi Dół, Strych, Studzienice et Trzechowo.
La gmina borde les gminy de Czersk, Lubichowo, Osieczna, Stara Kiszewa et Zblewo.

## Jumelage
- Reinfeld (Holstein) (Allemagne) depuis 1998[2]